# Tomoe Gozen
Tomoe Gozen ([tomo.e], japanski: 巴 御前; oko 1157. - oko 1247.) je bila samuraj ratnica (onna-bugeisha) iz kasnog 12. stoljeća, poznata po hrabrosti i snazi, te kao jedna od najboljih borkinja svoga vremena. Bila je udana za Minamota no Yoshinakua te mu je služila u genpejskom ratu. Njezina obitelj bila je jako bliska s Yoshinakom. Njezin otac, Nakahara Kanetō podržavao je Yoshinaku i njegovog očuha, koji ga je odgajao od njegove druge godine. Majka joj je bila Yoshinakina dojilja, a dva starija brata bili su Yoshinakini generali. Tomoe Gozen je bila dio sukoba koji je vodio do prvog šogunata u Japanu, a najpoznatija je po svojoj odanosti i hrabrosti koju je pokazala 1184. godine u bitci za Awazu.

## Zanimljivosti
- Život Tomoe Gozen je tema trilogije znanstveno fantastičnih romana (Tomoe Gozen: The Disfavored Hero, The Golden Naginata i Thousand Shrine Warrior) Jessice Amande Salmonson.[3]
- Tomoe Gozen je glavni lik u romanu iz 1988. godine The Paladin autorice C. J. Cherryh.[4]
- Tomoe Gozen je jedna od sporednih likova televizijske serije Riverworld iz 2010. godine.[5]
- Tomoe Gozen se pod imenom Archer Inferno pojavljuje kao neprijatelj u igri Fate/Grand Order.[6]

## Vanjske poveznice
|  | Zajednički poslužitelj ima još gradiva o temi Tomoe Gozen |